# جواو باولو كونا
جواو باولو كونا (بالبرتغالية: João Paulo Cunha‏) هو سياسي برازيلي، ولد في 6 يونيو 1958 بكاراغواتاتوبا في البرازيل. حزبياً، نشط في حزب العمال البرازيلي. انتخب عضو مجلس النواب البرازيلي ‏.